# Spencer (wieś w stanie Nowy Jork)
Spencer – wieś w Stanach Zjednoczonych, w stanie Nowy Jork, w hrabstwie Tioga.